# Бромли (Кентаки)
Бромли (енгл. Bromley) град је у америчкој савезној држави Кентаки.

## Демографија
По попису из 2010. године број становника је 763, што је 75 (-8,9%) становника мање него 2000. године.
| Група             | 2000.       | 2010.       |
| Белци             | 822 (98,1%) | 739 (96,9%) |
| Афроамериканци    | 0 (0,0%)    | 5 (0,7%)    |
| Азијати           | 3 (0,4%)    | 3 (0,4%)    |
| Хиспаноамериканци | 4 (0,5%)    | 8 (1,0%)    |
| Укупно            | 838         | 763         |